# Роз Дени
Роз Дени (на английски: Roz Denny) е американска писателка на произведения в жанра любовен роман. От 1995 г. публикува като Роз Дени Фокс.

## Биография и творчество
Розалин „Роз“ Дени Фокс е родена на 30 май 1939 г. в Макминвил, Орегон, САЩ, в семейството на Уилбър Лобан и Анна Корк. Завършва колежа „Шорелайн“ с диплома за пътуване и туризъм. На 25 юли 1959 г. се жени за инженера Денцел Фокс. Имат две дъщери – Кели Рейнарт и Корина Хесет. Съпругът ѝ е военен от морския корпус, а после работи като телефонен инженер, и те живеят първоначално в Хавай, а после на различни места в САЩ. Тя работи пет години като административен асистент на начално училище във Финикс, двадесет години е ръководител на офис в Сиатъл, в периода 1985 – 1990 г. е административен асистент на колежа в Белвю, а в периода 1991 – 1994 г. е секретар на държавния университет в Сан Анджело.
През 1986 г. започва да издава безплатни статии за самопомощ. През 1987 г. пише разказ за списание. Когато дъщеря ѝ завършва гимназия започва да пише съвременни любовни романи. От 1995 г. се посвещава на писателската си кариера.
Първият ѝ роман „Червен лют пипер“ е публикуван през 1990 г. Вторият ѝ роман „Магазин „Романтика“ е номиниран за наградата РИТА.
Романите ѝ са ориентирани към дома, любовта и семейството.
Роз Дени живее със семейството си в Тусон.

## Произведения

### Самостоятелни романи
- Red Hot Pepper (1990)
- Romantic Notions (1991)
Магазин „Романтика“, изд.: „Арлекин България“, София (1994), прев. Катя Георгиева
- Cinderella Coach, The (1992)
- Stubborn As a Mule (1993)
- Some Like It Hotter (1994)
- Island Child (1994)
Баща под наем, изд.: „Арлекин България“, София (1995), прев. Наталия Иванова
- Christmas Star (1995)
- Trouble at Lone Spur (1996)
- Anything You Can Do... (1998)
- Lost But Not Forgotten (2001)
- Someone to Watch Over Me (2003)
- A Cowboy at Heart (2004)
- Hot Chocolate on a Cold Day (2006)
- A Secret to Tell You (2007)
- Looking For Sophie (2007)
- Her Mistletoe Miracle (2008)
- The Single Dad's Guarded Heart (2008)
- The Baby Album (2009)
- Precious Gifts (2011)
- Linked by Love (2011)
- Hearts Entwined (2012)
- The Hope Dress (2013)
- Annie's Neighborhood (2013)
- Texas Mom (2015)
- Texas Mum (2015)
- An Unlikely Rancher (2015)
- Molly's Garden (2015)
- A Baby on His Doorstep (2017)
- Marrying the Rancher (2017)

### Серия „Компания „Клоуд Чейзър“ (Cloud Chasers)
1. Angels of the Big Sky (2006)
2. On Angel Wings (2006)

### Серия „Фермерите от Сноуи Оул“ (Snowy Owl Ranchers)
1. His Ranch or Hers (2016)
2. A Maverick's Heart (2016)
3. A Montana Christmas Reunion (2016)

### Участие в общи серии
Участва със свои романи в сериите:
- American Heroes: Against All Odds
- Family Man
- Matchmaker, Matchmaker
- In Uniform
- Hometown U.S.A
- Lyon Legacy
- Nine Months Later
- Twins
- Count on a Cop
- Return to East Texas
- Little Secret
- Home on the Ranch
- You, Me and the Kids
- Raising Cane
- Single Father
- In the Family
- Men in Uniform
- Women in Blue
- Home to Loveless County
- Going Back
- Fatherhood
- Harts of the Rodeo
- Return to Caddo Lake
- Women Who Dare